# Đá Ba Đầu
Đá Ba Đầu là một rạn san hô thuộc cụm Sinh Tồn của quần đảo Trường Sa. Đây là điểm mút đông bắc của cụm Sinh Tồn và là rạn san hô lớn nhất trong cụm.
- Tên gọi: đá Ba Đầu; tiếng Anh: Whitsun Reef (có nơi ghi thành Whitson); tiếng Trung: 牛轭礁; bính âm: Niú è jiāo, Hán-Việt: Ngưu Ách tiêu.
- Đặc điểm: có dạng hình chữ V với diện tích khoảng 10 km².[1] Đá chìm dưới nước trong phần lớn thời gian và chỉ nổi lên khi thủy triều xuống. Tàu thuyền có thể nhận ra khu vực đá này qua các lớp sóng vỡ khi tốc độ gió ở mức vừa phải.[2]

Đá Ba Đầu là đối tượng tranh chấp giữa Việt Nam, Đài Loan, Philippines và Trung Quốc. Hiện chưa rõ nước nào thực sự kiểm soát đá này. 
Một số nguồn cho rằng Trung Quốc từng đổ bộ lên đá Ba Đầu vào tháng 7 năm 1992. Tháng 3-4 năm 2021, tàu Trung Quốc tập trung nhiều ở đá Ba Đầu gây quan ngại các nước.